# 100 Dywizja Piechoty Lekkiej (III Rzesza)
100 Dywizja Piechoty Lekkiej (niem. 100. leichten Infanterie-Division) – dywizja niemieckiej piechoty, uczestniczyła w ataku na Związek Radziecki. Zniszczona w Stalingradzie.
Utworzona została w grudniu 1940. Od kwietnia do czerwca 1941 stacjonowała na poligonie Döllersheim. Wchodziła w skład 6 Armii, walczyła podczas bitwy stalingradzkiej, gdzie została okrążona i rozbita. Jej ostatnim dowódcą był gen.por. Werner Sanne.
W kwietniu 1943 r. jednostkę odtworzono jako 100 Dywizję Strzelców.

## Dowódcy dywizji
- gen. por. Werner Sanne, od 10 kwietnia 1940 do stycznia 1943[2].

## Struktura organizacyjna
Skład dywizji:
- 54 pułk strzelców
- 227 pułk strzelców
- 83 pułk  artylerii
- 100 batalion rozpoznawczy
- 100 batalion przeciwpancerny
- 100 batalion inżynieryjny
- 100 batalion łączności
- 100 batalion remontowy
- 100 dywizyjny oddział zaopatrzenia
- 369 (Chorwacki) Pułk Piechoty (dołączony w październiku 1941 r.)